# Parcko Quiroz
Parcko Geovanni Quiroz Figueroa (Papudo, Chile, 21 de abril de 1968) es un exfutbolista chileno. Jugó como defensa en equipos de Chile y Perú

## Trayectoria

### Como futbolista
Nacido en Papudo, comenzó su formación como futbolista en las divisiones inferiores de Universidad Católica, para luego pasar a las de Colo-Colo. Comenzó su carrera profesional en el primer equipo albo durante 1984. Es recordado por haber sido cedido gratuitamente por el club Colo-Colo a Alianza Lima en 1988, tras la Tragedia aérea del Fokker en Ventanilla, Perú, junto al arquero José Letelier, el volante Francisco Huerta y el delantero René Pinto, todos de la tienda del Cacique. Este gesto destacó en una gran amistad entre los clubes, tanto entre barristas como dirigencialmente. La cesión fue por 3 meses, debutando por Los Íntimos el 3 de enero de 1988 ante Coronel Bolognesi, teniendo como compañero a Teófilo Cubillas.
Luego de cesiones a Naval (1988) y Cobreandino (1989), en 1990 regresó a Perú, para defender las camisetas de Alianza Lima, Ovación Sipesa  (después Deportivo Sipessa), José Gálvez y Cienciano. Como miembro del plantel de Ovación Sipesa, ganó el Torneo Zonal 1992 logrando el ascenso a la máxima categoría del fútbol peruano.
De regreso en Chile, defendió los colores de Deportivo Flecha (1995) en la Tercera División, mientras que en la Primera B a Deportes Arica (1996) y Magallanes (1997). Se retiró a fines de la temporada 1997.

### Como entrenador
Luego de su retiro, se avecindó en Perú, desarrollando una carrera como entrenador en equipos de las provincias, como El Tumi de Tarapoto.Regresó a su ciudad natal en 2010, y jugó en equipos amateurs como Unión Lo Franco, como también trabajó de entrenador en talleres deportivos de la Municipalidad de Papudo.

## Clubes
| Club                    | País  | Año       |
| ----------------------- | ----- | --------- |
| Colo-Colo               | Chile | 1985-1989 |
| → Alianza Lima (cedido) | Perú  | 1988      |
| → Naval (cedido)        | Chile | 1988      |
| → Cobreandino (cedido)  | Chile | 1989      |
| Alianza Lima            | Perú  | 1990-1992 |
| Ovación Sipesa          | Perú  | 1992      |
| Deportivo Sipesa        | Perú  | 1993      |
| → José Gálvez (cedido)  | Perú  | 1993      |
| Cienciano               | Perú  | 1993      |
| Alianza Lima            | Perú  | 1994-1995 |
| Deportivo Flecha        | Chile | 1995      |
| Deportes Arica          | Chile | 1996      |
| Magallanes              | Chile | 1997      |

## Palmarés

### Campeonatos nacionales
| Título       | Equipo         | País | Año  |
| ------------ | -------------- | ---- | ---- |
| Torneo Zonal | Ovación Sipesa | Perú | 1992 |